# Vorspritzer
Ein Vorspritz, Vorspritzer, Spritzwurf oder Spritzbewurf ist ein dünnflüssig aufgespritzter Mörtel zur Vorbereitung des Untergrunds für einen nachfolgenden Putzauftrag.
Zu unterscheiden ist Spritzbewurf von Spritzputz. Während Auftragsweise und Schichtstärke sich ähneln, dient Spritzputz als dekorativer Oberputz. Zur Vermeidung von Rissen sollte Spritzputz beim Abbinden weniger Festigkeit entwickeln als Spritzbewurf.
Er kann mehrere Aufgaben erfüllen:
1. Bei zu glatten (z.B. schalungsglatter Beton oder Putz mit Sinterhaut) und zu wenig saugfähigen Untergründen (z.B. verdichteter Beton ab etwa C10 oder Zementputz) dient der Spritzbewurf als Haftvermittler und wird netzförmig aufgespritzt. Der Untergrund bleibt teilweise noch sichtbar.
2. Bei zu stark saugfähigen Untergründen (wie Lehmputz, Lehmsteinen und niedrig gebrannten Ziegelsteinen) dient der Spritzbewurf als Grundierung, welche die nachfolgenden Putzlagen vor zu schnellem Wasserentzug schützt. Er wird in diesem Fall dünn, aber vollflächig aufgespritzt.
3. Bei einem Untergrund, der aus verschiedenen Materialien besteht, dient der Spritzbewurf als Grundierung, welche die Saugfähigkeit des Putzgrunds ausgleicht, um einen gleichmäßigen Auftrag der nachfolgenden Putzschichten zu ermöglichen. Er wird in diesem Fall ebenfalls vollflächig aufgespritzt.

Grundsätzlich besteht der Vorspritzer aus Bindemittel und gebrochenem Sand mit Korngröße bis 4 mm oder in seltenen Fällen bis 8 mm.
Die Korngröße des Sandes sollte nicht zu fein gewählt werden, um eine gute Verzahnung der nachfolgenden Putzschichten mit dem Untergrund zu erreichen.
Spritzbewurf kann mit den unterschiedlichsten Bindemitteln hergestellt werden.
Häufig wird Zement verwendet, da die geringe Elastizität von Zementputz beim dünnen und nicht-deckenden Auftrag kein Nachteil darstellt. Die geringe Wasserdurchlässigkeit von Zementputz ist zudem erwünscht, wenn die Saugfähigkeit reduziert werden soll.
Nachteilig ist der steife Zementputz auf weichen Untergründen, insbesondere wenn die Flächen von der Sonne bestrahlt oder Schlagregen ausgesetzt sind, da die hierdurch entstehenden Spannungen zu Schalenbildung und Ablösung vom Untergrund führen können. Hier sollte ein Kalkputz mit geringem oder ohne Zementanteil gewählt werden.
Der Vorspritzer wird flüssig angemacht und als dünne Schicht auf der Oberfläche angeworfen oder maschinell gespritzt.
Durch die Bewegungsenergie und die flüssige Konsistenz des Vorspritzmörtels dringt das Bindemittel besser in Poren ein und verkrallt sich in der Feinstruktur des Untergrunds, als es bei einem aufgezogenen Putzmörtel der Fall ist.
Wenn der vorhandene Untergrund starke Unebenheiten aufweist, sollten tieferliegende Stellen zuvor mit Mörtel ausgeworfen und grob abgezogen werden. Der dünnflüssige Spritzbewurf kann Unebenheiten nur in begrenztem Maß ausfüllen. Zur Vermeidung von späterer Rissbildung werden Fachwerkbalken vor dem Aufbringen des Spritzbewurfs häufig durch eine Lage Streckmetall oder speziellem Putzträger-Gitter mit eingelegter Papplage von den nachfolgenden Putzschichten entkoppelt. Der Putzträger sollte in diesem Fall wenigstens 15 cm über die Fachwerkbalken hinaus geführt und möglichst nicht an diesen, sondern am umgebenden Mauerwerk befestigt werden.
Bei sehr stark saugenden Untergründen wie Gipsputz, Gipskarton und Porenbeton kann es erforderlich sein, zusätzlich oder anstelle des Spritzbewurfs eine Grundierung mit Kunst- oder Naturharzanteilen aufzutragen.
Vor dem Verputzen von nicht saugenden oder sehr glatten Untergründen oder solchen, auf denen mineralischer Spritzbewurf aus anderen Gründen schlecht haftet, kann ein Haftgrund, Putzgrund bzw. eine Haftbrücke aufgetragen werden, welche in der Regel weniger dünnflüssig sind als Grundierungen, und durch enthaltenen Zuschläge einen rauen Untergrund herstellen.